# Dan Amboyer
Dan Amboyer (Detroit, 28 de dezembro de 1985) é um ator americano, mais conhecido por seu papel como príncipe William de Gales no filme original de 2011 da Hallmark Channel William & Catherine: A Royal Romance, que também contou com Victor Garber, Jean Smart e Jane Alexander.

## Vida e carreira
Amboyer nasceu em Detroit, filho de Claudia e Dr. Donald Amboyer . Ele participou da The Roeper School e da escola de artes Interlochen Arts Academy .Amboyer posteriormente continuou seus estudos na Universidade Carnegie Mellon, onde lhe foi oferecido ingresso antecipado após seu primeiro ano do ensino médio. Após a formatura, ele se mudou para Nova York e começou a se apresentar na televisão e no teatro .
Amboyer fez participações especiais na série de televisão Younger (série de TV), John Cusack Pilot, da CBS, Unforgettable, Law & Order, Body of Proof, Inside Amy Schumer e Person of Interest. Ele foi entrevistado por agências de notícias de entretenimento Entertainment Tonight , Access Hollywood e E! News . Ele trabalhou extensivamente em teatro off-Broadway e regional. Amboyer é um membro fundador da companhia de teatro Exit, perseguida por um urso .
Em 7 de outubro de 2017, Amboyer se tornou publicamente gay e anunciou que havia se casado com seu parceiro de longa data, Eric P. Berger . Em 4 de novembro de 2019, ele anunciou através do Instagram, que ele e seu marido Eric Berger estavam esperando um filho. Seu filho, Theodore Carl Amboyer-Berger nasceu em 13 de dezembro de 2019.

## Filmografia

### Cinema
| Título                                  | Ano  | Função                      | Diretor (es)        | Notas       |
| --------------------------------------- | ---- | --------------------------- | ------------------- | ----------- |
| Lily no moedor                          | 2014 | Feijão                      | Michael Morgenstern | Filme curto |
| Love the Coopers                        | 2015 | Jovem bonito no restaurante | Jessie Nelson       |             |
| Batman v Superman: Amanhecer da Justiça | 2016 | Drone Pilot                 | Zack Snyder         |             |
| Briga no Bloco Celular 99               | 2017 | Longman                     | Craig Zahler        |             |
| O Filho Errado                          | 2018 | Ian                         | Nick Everhart       |             |

### Televisão
| Título                                        | Anos)     | Função                    | Canal              | Notas                                         |
| --------------------------------------------- | --------- | ------------------------- | ------------------ | --------------------------------------------- |
| Lei e ordem                                   | 2007      | Tood Barton               | NBC                | Episódio: " Boa Fé "                          |
| Todos os meus filhos                          | 2008      | Homem de fantasia francês | abc                | Episódio: "9.862" (sem créditos)              |
| William &amp; Catherine: um romance real      | 2011      | William de Gales          | Hallmark Channel   | Filme de televisão                            |
| Corpo de prova                                | 2011      | George White              | abc                | Episódio: " Dead Man Walking "                |
| Por dentro de Amy Schumer                     | 2013      | Ron                       | Central da comédia | Episódio: "O Horror"                          |
| Graceland                                     | 2013      | Gangster dos anos 20      | Rede dos EUA       | Episódio: "Goodbye High" (sem créditos)       |
| Pessoa de interesse                           | 2013      | Don Juan                  | CBS                | Episódio: " Liberty "                         |
| Inesquecível                                  | 2014      | Eric Oliver               | CBS                | Episódio: " O Corte de Cabelo "               |
| Wall Street                                   | 2014      | Douglas                   |                    | Filme de televisão                            |
| Mais jovem                                    | 2015-2016 | Thad Weber / Chad Weber   | TV Land            | 15 episódios                                  |
| Depois Sempre                                 | 2015      | Phillip                   |                    | Episódio: "Aurora e Phillip"                  |
| Benders                                       | 2015      | cristão                   | IFC                | Episódio: "Filho Pródigo"                     |
| Destaque do AfterBuzz TV ativado              | 2015      | Ele mesmo                 |                    | Episódio: "Entrevista Dan Amboyer"            |
| A lista negra: redenção                       | 2017      | Dan Pool / Trevor         | NBC                | 5 episódios                                   |
| Alienígenas modernos: um periódico documental | 2017      | Henly Fisk                |                    | Episódio: "Alienígenas e a Parte Eleitoral 1" |
| Uma loja de brinquedos muito alegre           | 2017      | Randy Forrester           |                    | Filme de televisão                            |
| Fé Sob Fogo                                   | 2018      | Russ Holder               |                    | Filme de televisão                            |
| Me conte uma história                         | 2018      | Blake / Harry             | CBS All Access     | 3 episódios                                   |
| Sangue azul                                   | 2018      | Nicholas Papadopoulos     | CBS                | Episódio: "Algemas"                           |
| Álbum de Natal do país                        | 2018      | Trevor                    |                    | Filme de televisão                            |